# オーアーゲー・ドイツ東洋文化研究協会
公益財団法人オーアーゲー・ドイツ東洋文化研究協会 (オーアーゲー・ドイツとうようぶんかけんきゅうきょうかい、ドイツ東亜博物学民族学協会、ドイツ東アジア研究協会などとも、Deutsche Gesellschaft für Natur- und Völkerkunde Ostasiens、通称:Ostasiengesellschaft=東洋文化協会、オーアーゲー、OAG) は、科学者、実業家、外交官によって1873年東京に設立された組織である。その1年前に設立された日本アジア協会と共に、現在も活動している日本にある海外学術協会としては最も古い。

## 1873年-1914年
OAGの創設については次のように語られている:
「1873年3月22日、皇帝ヴィルヘルム1世の誕生日に、江戸と横浜に住んでいたドイツ人たちはドイツ東洋文化協会を設立するために集まった。協会の目的は、個人の努力のための共通センターを作ることで、それにより一方では研究を活発にし、他方ではその結果をより多くの人たちが利用できるようにする事だった。」 
OAGはまた東アジア研究を自らの課題とし、お雇い外国人として日本に来ていたドイツ人学者の支援を受けることができた。最初の数10年間はドイツ大使が会長を務めたが、それは施設の手配や提供において地位を重視していた日本政府と交渉するうえで大変役立った。これにより最初の大使は政治的なものを超えて日本に興味を持った。
OAG会報 (Mitt(h)eilungen der OAG) は自然科学者、医師、弁護士からの投稿が主であったが、民俗学に興味を持つ読者も多かった。彼らは会員や日本人から贈られた品々を展示する小さな博物館として、増上寺の隣の寺の部屋を借りていた。しかし1878年には資金の面から中止され、日本に独自の博物館が創設されたこともあり、博物館は廃止された。コレクションはライプチヒ民族博物館に寄贈されたが、これはプロイセン以外の博物館であることをアピールする狙いもあった。1885年に協会が移転し、集会所として建物を持つようになると、社交的な交流の機会も増えてきた。
協会での会話はドイツ語だったので、日本人の会員は登録簿にすこしずつしか増えていないが、そこには桂太郎首相や外交官の青木周蔵もいた。1874年7月に三宅秀（B. Miyake）が日本の産科学の論文を発表した。また名誉会員で医師の青山胤通 (1859-1917) の記念碑が、麴町の敷地に建てられている。
1900年以降は、重点が人文科学と社会科学に移行した。さらに1907年からはドイツ大使が会長に就かず、名誉会長の地位に移行した。大使館との連携はその後も継続された。例えばDietrich von Klitzing (1873-1940年) は妻と共に、1912年にインドネシアからやってきて東京を訪問し、Graf von Rex大使からOAGの存在を聞かされた。Klitzingはその際に15,000マルクを寄付し、さらに寄付を募った結果、新しい会館の建設費用を準備することができた。1914年に大使館の隣接地が獲得され、大きな建物の計画が出来上がった。しかしその時に第一次世界大戦が勃発した。

### OAG創設期の人物
- レオポルト・ミュルレル、医師、日本におけるドイツ医学教育の共同創始者、OAG創設者
- テオドール・ホフマン、ミュルレルと共にOAG創設者
- エメリッヒ・フォン・アルコ・アオフ・ファーライ、駐日ドイツ公使
- エルヴィン・フォン・ベルツ、医師、東京大学[5]
- マックス・フォン・ブラント、駐日ドイツ公使
- ヴィルヘルム・デーニッツ、動物学者
- カール・フォン・アイゼンデヒャー（ドイツ語版）、外交官
- カール・フローレンツ、日本学者、ハンブルグにおける日本学創設者[5]
- フランツ・ヒルゲンドルフ、動物学者
- ヨハン・ヨーゼフ・ホフマン、言語学者
- エルヴィン・クニッピング、気象学者、地図製作者
- テオドール・フォン・ホレベン（ドイツ語版）、外交官
- ルドルフ・レーマン (機械工学技師)、機械工学技士
- ゴットフリード・ワグネル、東京工業大学

## 1914年–1945年
第一次大戦が開戦したが、土地の購入と既存の建物の使用は維持された。協会の活動はほとんど停止されたが、1919年に建物が敵国の資産として接収されるまでは、継続して使うことができた。
1920年に、ヴィルヘルム・ゾルフ大使と後藤新平伯爵の尽力で資産は返還された。協会の活動は再開されたが、OAG会報の第14巻から第16巻は、それまでの6年間の空白を埋めるのに苦労したことを物語っている。それでも1923年には建物を拡張し、貴重な図書室のための耐火建築を設けることができた。お雇い外国人の制度はとっくに終了していたが、優秀なドイツ人は日本の大学に「普通」の地位を得てOAGの活動に参加した。1933年以降OAGは、ドイツの他の海外組織と同様に、ナチスに巻き込まれていった。第二次世界大戦の空襲により、協会の建物はついに破壊されてしまった。

## 1945年以降
終戦後、資産は日本側に保持された。多くのドイツ人が本国へ送還され、1945年 (ないし1948年) から1951年までの間、OAGの活動は停止された.
1950年に資産が返還されると、それは売却され、赤坂に狭い土地を購入し、協会の新しい集会所と図書室が建てられ、1956年3月21日に落成された。1977年にゲーテ・インスティテュートのための安価な施設を探していた連邦共和国が、OAGと協定を結んだ。それによりOAGは自由に使える新しい建物の建築資金を得ることができ、1階から3階は連邦政府が使った。OAGは4階に事務所と図書室、そして広い集会室を借りることができた。この「OAGハウス／ドイツ文化会館」は1979年から活動を開始した。OAG創立期の学術的独占はもはや過去のものとなったが、民間の学術研究機関としてOAGは日本を理解する上で重要な役割を果たしている。
現在OAGの会員には2種類ある。投票権のある正会員と、投票権のない準会員である。それ以外に会費の安い学生会員もある。そしてイベントは通常ドイツ語で行われるので、ドイツに関する知識が (間接的に) 前提条件となっている。現在の会長は2010年から山口カリンが務めており、OAGの歴史で初めての女性会長である。
ドイツ語圏の国であるドイツ、オーストリア、スイスの駐日大使は、OAGの名誉会員である。

## 協会の建物
明治大正期の協会の建物の変遷をたどると、外国協会の波乱に満ちた歴史が見えてくる。
1. 1875年–1878年：増上寺に隣接した天光院の部屋
2. 1878年–1880年：湯島聖堂の敷地内の部屋
3. 1880年–1882年：上野、四軒寺5番地[注釈 4]
4. 1882年–1885年：ドイツ大使館内の部屋を一時的に使用 (麹町区永田町)
5. 1885年–1914年：最初の自分の建物 (神田区今川小路1-8)
6. 1914年–1950年：2番目の建物 (麹町区平河町5-18)
7. 1956年–1978年：3番目の建物 (港区赤坂7-5-56)
8. 1979年–現在：4番目の建物で、同じ場所にあり、ドイツ連邦共和国と共用

OAGハウスは東京都心、地下鉄の青山一丁目駅と赤坂見附の間にある。住所は、郵便番号107-0052、日本国東京都港区赤坂7-5-56である。その他に関西地区 (大阪、神戸、京都) に支部があり、神戸に建物を所有している。

## 過去の再評価
OAG内では2003年から歴史委員会が、1933年～1945年の時期を含む協会の過去を扱っている。批判的な全体説明が準備されていて、2014年に出版の予定である。

## 出版物
OAGは設立のすぐ後に最初のOAG会報 (MOAG) を出版し、当初は議事録が掲載されていた。1926年にはOAG報告書 (NOAG) が追加された。
現在OAGは年に1、2回書籍を出版し、また多くの小冊子を出している。そのほかに記事、評論、イベント案内を掲載した「OAGノート」 (OAG Notizen) を年に10回出している。OAGの歴史を概観する出版物として次のものがある。これらは二次文献であるが、MOAGを補完するものでもある。
- OAG, Der Vorstand (Hrsg.): Festreden anlässlich des 120. Gründungsjubiläums der OAG am 22. März. 1993, Tokyo, 1993 (S. 77).
- OAG, Der Vorstand (Hrsg.): Festschrift. Das neue OAG-Haus 1979, Tokio, 1980 (S. 60).
- OAG, Der Vorstand (Hrsg.): Geschichte der Deutschen Gesellschaft für Natur- und Völkerkunde Ostasiens 1873–1933, Tokyo, 1933.
- OAG, Der Vorstand (Hrsg.): Die Geschichte der Gesellschaft, Tokio, 1923.
- OAG, Der Vorstand (Hrsg.): Festschrift zur Erinnerung an das 25jährige Stiftungsfest der Deutschen Gesellschaft für Natur- und Völkerkunde Ostasiens am 29. Oktober 1898, in: MOAG, Suppl. VI, Tokio, 1902, S. 1–10.